# Advanced Composition Explorer
Advanced Composition Explorer (ACE) é um satélite artificial da Administração Nacional de Aeronáutica e Espaço(NASA), como parte do programa Explorer, encarregado de estudar matéria, proveniente do vento solar, do meio interplanetário, e de outras fontes, in situ.